# World Strongmen Federation
WSF (World Strongmen Federation) – Federacja Siłaczy Świata. Jedna z trzech światowych (obok IFSA oraz WSMC) federacji siłaczy, zrzeszająca najsilniejszych ludzi świata.
Federacja rozpoczęła organizowanie zawodów w drugiej połowie 2007 r. Założycielem i prezesem jest Vladislavs Redkin ( Łotwa).

## Zawody federacji
- WSF Puchar Świata 2007: Chanty-Mansyjsk
- WSF Puchar Świata 2008: Irkuck